# Francesco Carnelutti
Francesco Carnelutti (Údine, 15 de mayo de 1879-Milán, 8 de marzo de 1965) fue un jurista italiano, considerado, junto a Calamandrei, Chiovenda y Couture, uno de los más influyentes procesalistas de todos los tiempos.

## Vida
Graduado en Padua en 1900, enseñó derecho industrial en la Universidad Bocconi de Milán (1909-1912), derecho comercial en la Universidad de Catania (1912-1915), derecho procesal civil en Padua (1915-1935), en la Universidad de Milán (1936-1946) y en Roma (1947-1949).
Si bien sus estudios se centraron fundamentalmente en el derecho procesal civil, también tuvieron una clara influencia en el derecho mercantil. En 1924 fundó con Chiovenda la Revista de Derecho Procesal Civil. Fue parte del selecto grupo de redactores del Código de Procedimiento Civil italiano de 1942. Reconocido antifascista, sus estudios poseen una inspiración en la filosofía cristiana. Junto a José Capograssi, fue uno de los fundadores de la Unión de Juristas Católicos Italianos. Falleció en 1965 y fue sepultado en el Cementerio de San Michele, en Venecia.

## Publicaciones
La siguiente es la bibliografía de Carnelutti:
- Lezioni di diritto commerciale (1910)
- Infortuni sul lavoro (1913-1914)
- La prova civile (1915)
- Studi di diritto civile (1916)
- Studi di diritto industriale (1916)
- Poteri e doveri del giudice in tema di perizia (1916)
- Studi di diritto commerciale (1917)
- Studi di diritto processuale (1925-1928)
- Del processo di cognizione (1926)
- Il danno e il reato (1926)
- Lezioni di diritto processuale civile (1929)
- Teoria generale del reato (1933)

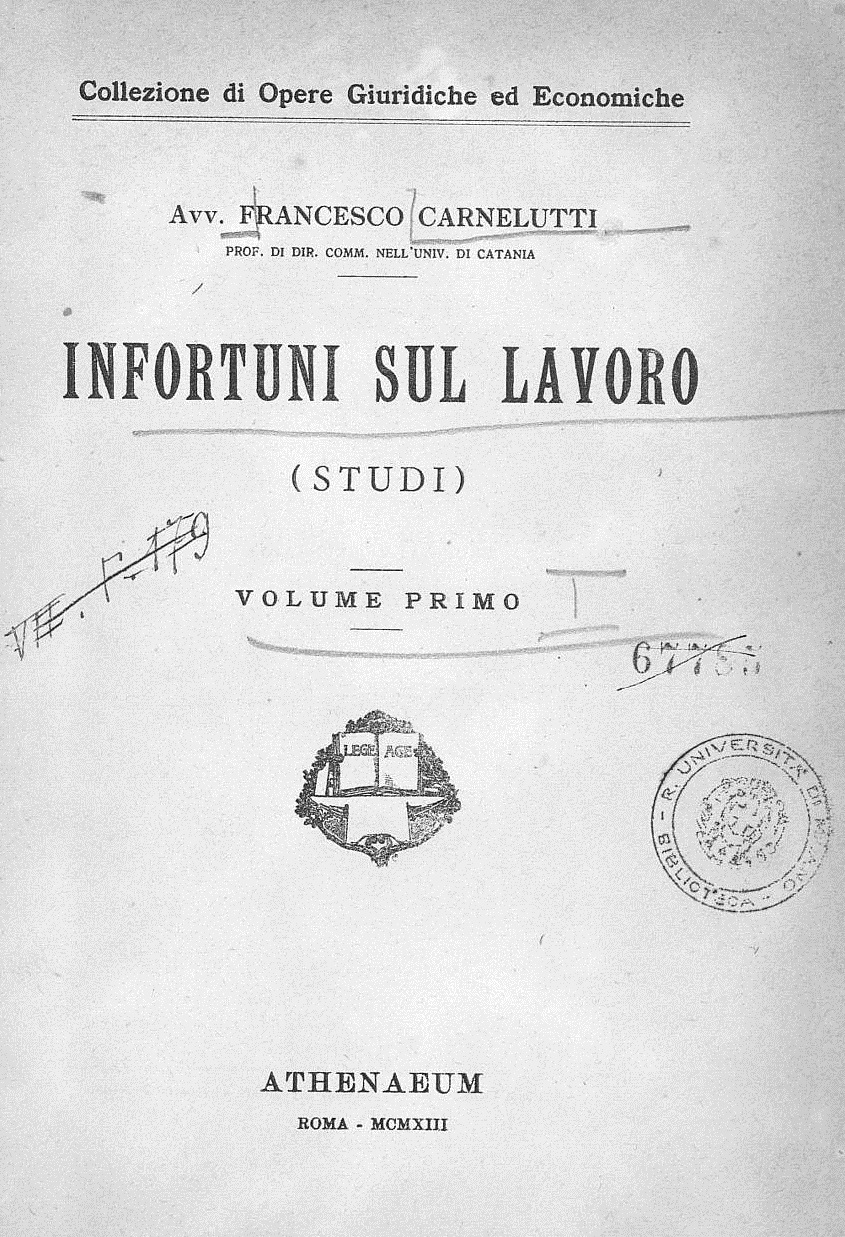
«Accidentes del Trabajo», 1913

- Teoria giuridica della circolazione (1933)
- Teoria del falso (1935)
- Teoria del regolamento collettivo dei rapporti di lavoro (1936)
- Sistema del diritto processuale civile (1936-1938)
- Teoria cambiaria (1937)
- Metodologia del diritto (1939)
- Teoria generale del diritto (1940)
- Interpretazione del Padre nostro. Il poema di Gesù (1941)
- La strada (1941)
- Istituzioni del nuovo processo civile italiano (1942)
- Meditazioni (1942), Tumminelli
- Mio Fratello Daniele (1943)
- La strada (1943)
- Il problema della pena (1945)
- La storia e la fiaba (1945)
- Dialoghi con Francesco (1947)
- Arte del diritto (1949)
- America (1950)
- L'editore (1952)
- Discorsi intorno al diritto (1953)
- Un uomo in prigione (1953)
- Come nasce il diritto (1954)
- Il Canto del Grillo (1956)
- Diritto e processo (1958)
- Principi del processo penale (1960)
- Come nasce il diritto (1961)
- La guerre et la pax (1962)
- Come nasce il Diritto (1963)
- Come si fa un processo (1964)